# M71 (天体)
座標:  19h 53m 46.49s, +18° 46′ 45.1″
M71（NGC 6838）はや座にある球状星団である。

## 概要
球状星団としては星がまばらで球状にまとまっていないため、20世紀半ばまでM71が球状星団か散開星団かという点で意見が分かれていた。ハーロー・シャプレーは「最も密集した散開星団」として分類していた。インディアナ大学カークウッド天文台のジェームズ・カフィーは、1943年にはM68のような集中度の低い球状星団としていたが、1959年にはこの星団の色-等級図が散開星団に似ていることを発見している。21世紀現在では、非常に緩い集中度の球状星団であるとされている。
双眼鏡では、やや広がったまるい星雲状に見える。口径8cmの望遠鏡では微星が見え始めてくる。アメリカのアマチュア天文家ジョン・マラスは、口径10cmで「楕円に見え、明るい方の側はV字になっている」と記録した。ザゴーは「大きく拡散して球状。3.75インチ屈折40倍では星に分かれない。8インチ150倍で10個ばかりの星が見られる」とした。口径20cmの望遠鏡では中心部が球状になっている様子がわかる。口径30cmでは中心部はまだ星に分離できないものの、周辺部は完全に分離でき見事な眺めになる。口径40cmで完全に星に分離できる。

## 観測史
1745年から46年にかけて、ジャン＝フィリップ・ロワ・ド・シェゾーによって発見された。1772年から79年にかけて、ヨハン・ゴットフリード・ケーラーが独立して発見し「非常に青白い星雲状の光斑」としている。ジョン・ハーシェルは「たいへん大きく、星数が多い。星の光度は11～16等」と記している。写真観測でロベールは「星が曲がりくねってつらなり、渦状星雲に似ている。周囲には17等級以下の星が曲線をつづる様子は渦状運動によって出来たのではないかと思われる」と記している。